# Great Kills Park
Great Kills Park est un parc public situé à Great Kills, sur l'île de Staten Island à New York. Initialement nommé Marine Park, il fait partie de l'unité de Staten Island de la Gateway National Recreation Area. Administré par le National Park Service, il couvre une superficie d'environ 230 hectares de marais salants, de plages et de forêts, s'étendant sur 3 km le long de la rive sud de Staten Island.

## Accéder
L'entrée principale du parc se trouve sur Hylan Boulevard et Buffalo Street, où se trouvent un arrêt de bus. La gare Bay Terrace du Staten Island Railway se trouve également à proximité de l'entrée principale. Les plaisanciers peuvent organiser l'accès à la marina Nichols dans le port de Great Kills.

## Histoire

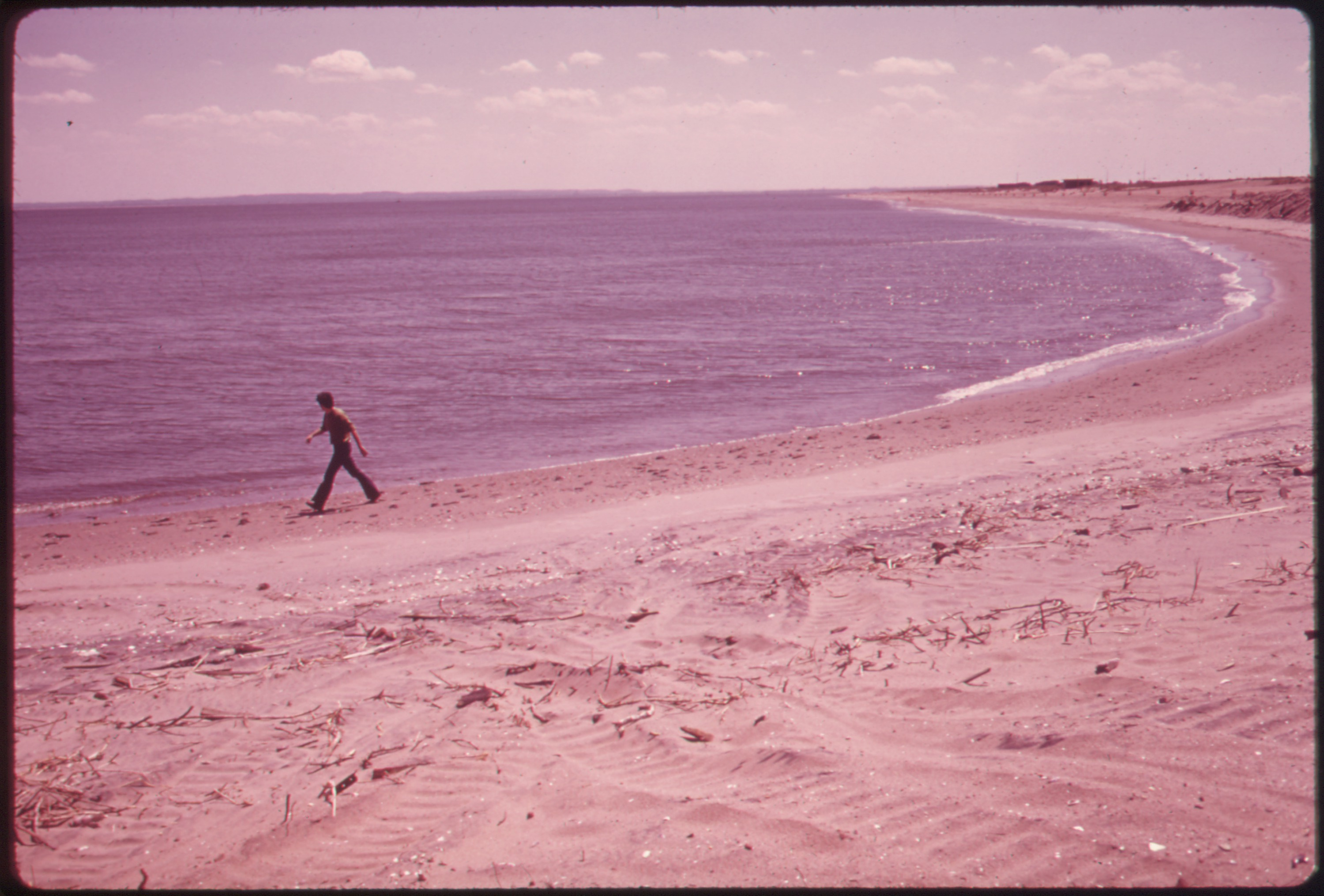
Plage du parc Great Kills, 1973. Photo d'Arthur Tress.

En 1860, l'homme d'affaires et naturaliste pionnier John J. Crooke acheta une partie du terrain et vécut dans une maison en bois au bord de la plage. En 1916, une grave érosion a coupé l'étroite bande de terre et Crooke's Point est devenue une île à elle seule.
Dès 1925, le gouvernement de la ville de New York envisageait d'acheter 20 hectares du terrain de Crooke pour construire un terrain de jeu. Le maire John Francis Hylan a envisagé d'acheter 179 hectares de terrain pour un parc plus vaste, avec des dispositions pour des ajouts futurs pour porter la taille du parc à 404 hectares. Un complexe serait construit sur le site, qui devrait coûter 10 millions de $.
En 1929, la ville achète Crooke's Point et les terrains adjacents et commence à construire un parc public. En raison de la Grande Dépression et de la Seconde Guerre mondiale, les travaux furent retardés et le parc ne fut ouvert au public qu'en 1949.
La ville a exploité un incinérateur sur le site du parc de 1926 à 1941, et plus de 197 000 tonnes de ses résidus toxiques sont restées sur le site. De plus, 15 millions de tonnes de déchets contaminés ont été utilisées comme décharges, Robert Moses notant que la ville de New York a économisé 5 millions de $ en utilisant le « remblai sanitaire contrôlé » pour achever le parc.
Un lancement de fusée pionnier en 1933 a conduit l'Institut américain de l'aéronautique et de l'astronautique à commémorer le lieu en tant que « site aérospatial historique ». Great Kills Harbor, situé dans le parc, a été créé dans les années 1940 en agrandissant et en reconnectant Crooke's Island au reste de Staten Island, en utilisant des matériaux de décharge et de dragage.
De nombreuses espèces d'oiseaux fréquentent les divers habitats du parc. Il est devenu une partie de la Gateway National Recreation Area en 1973, avec Miller Field et Fort Wadsworth à Staten Island, Jamaica Bay à Brooklyn et dans le Queens et Sandy Hook dans le New Jersey. Le parc comprend désormais la marina Nichols, une plage, des sentiers, des zones de pêche et d'observation des oiseaux et des terrains de sport.

### Contamination au radium

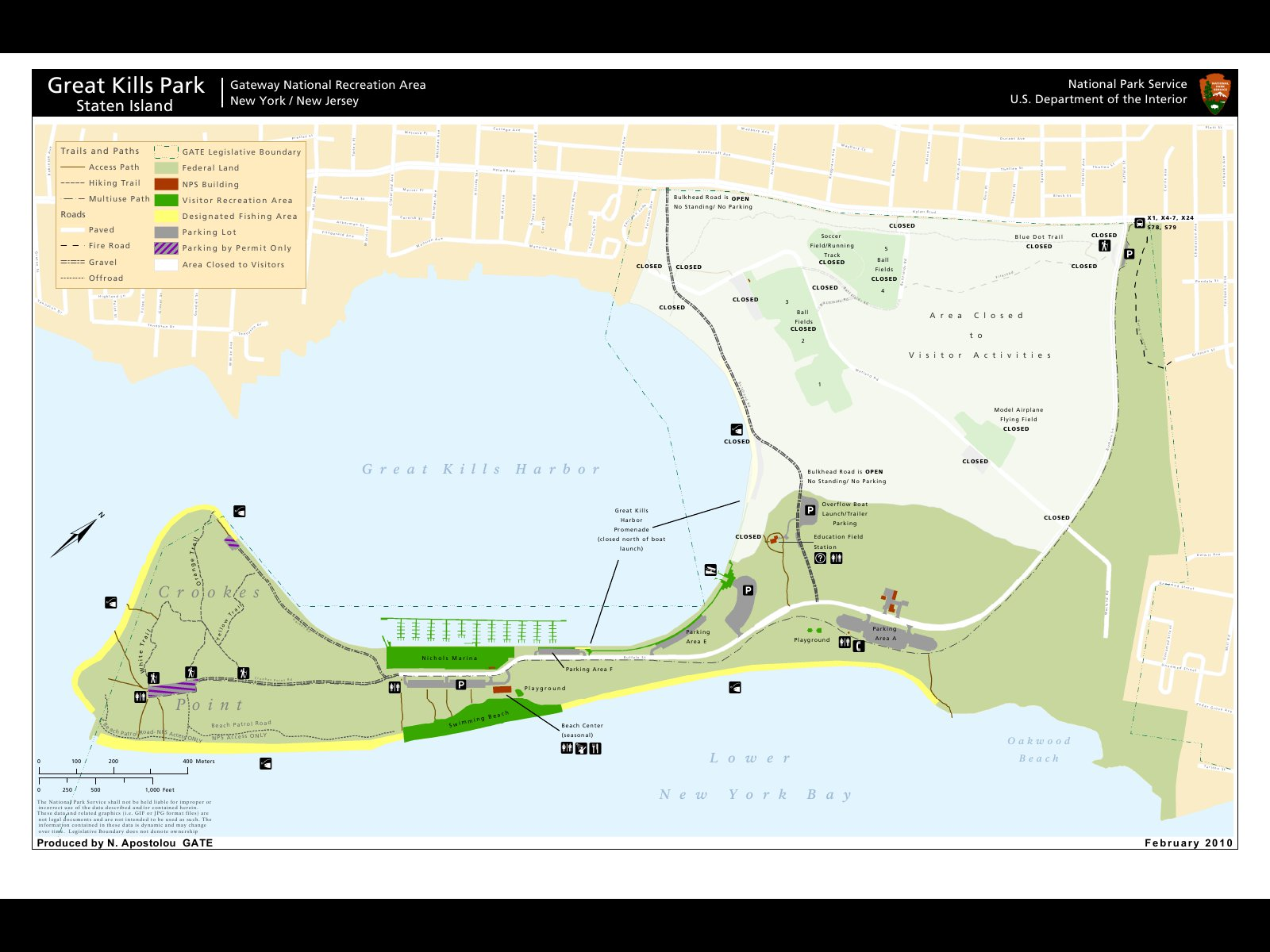
Carte NPS du Parc, affichant la zone fermée en blanc

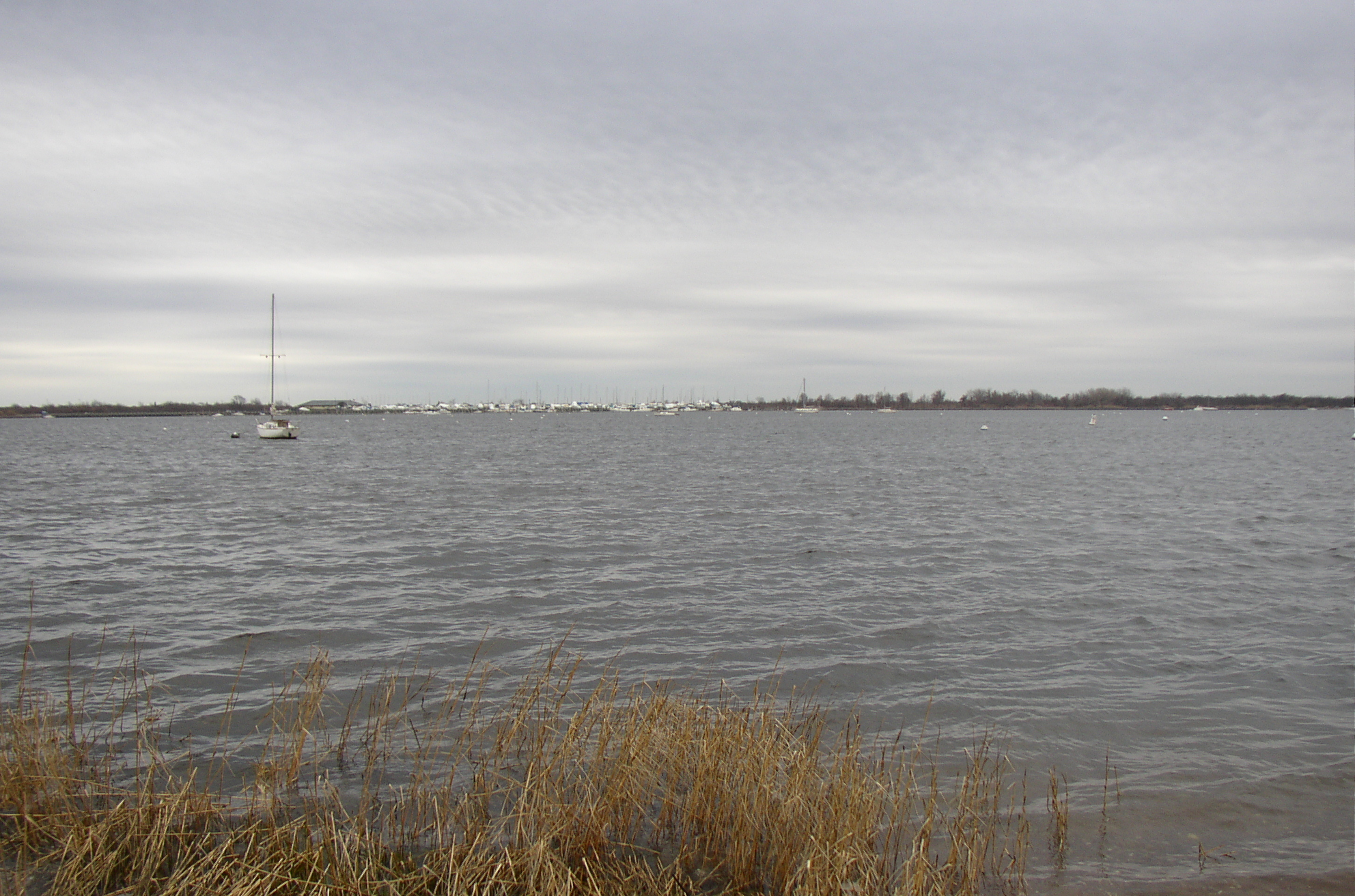
Vue sur le port de Great Kills

Le parc contient 15 millions de mètres cubes de déchets datant des années 1940 et contenant des déchets sanitaires et médicaux. En 2005, du radium radioactif a été découvert dans le sable à une profondeur d'environ 30 à 40 cm. Directement aux sources, les enquêteurs ont mesuré un rayonnement gamma environ 200 fois supérieur au niveau naturel. Environ la moitié du parc est fermée au public depuis 2009 et, en 2021, le Service des parcs nationaux s'efforçait de rédiger un « rapport d'enquête correctif » complet pour son projet de décontamination à long terme.